# 臺中市私立曉明女子高級中學
天主教曉明女子高級中學（政府登記臺中市私立曉明女子高級中學）（英語：Stella Matutina Girls' High School），簡稱曉明女中、曉明，是一所由聖母聖心修女會於1963年在臺灣臺中創立的天主教私立完全中學。該校現設有高中部18班、國中部30班，以其嚴謹校風著稱於中臺灣地區，並與臺中女中為臺中現存唯二的女子中學。
該校創校之初多受衛道中學提供人員與器材設備上的協助，故與衛道中學在創校上有淵源而往來密切，常並稱其二校為「曉衛」，且衛道以招收男生為主、曉明則是純女校，因而常合稱作兄弟姐妹校。

## 歷史
- 1932年，天主教聖母聖心修女會成立於中國東北瀋陽市。
- 1948年10月，祁志英修女率領33位聖母聖心修女會經由南京市、上海市、基隆市、高雄市等地，落腳於臺中市。
- 1963年，曉明女中成立，招收國中部學生一百多人。「曉明」二字取自其拉丁文名「Stella Matutina」，意為「曉明之星」。
- 1966年，增設高中部。
- 1973年，增設護理助產合訓科。
- 1974年，增設高、國中音樂實驗班。[1]
- 1990年，護理科停招。
- 2011年，音樂班停招。

## 人物

### 歷任校長
- 張春榮（1963年8月－1975年6月）
- 朱南子（1975年7月－1990年7月、1991年8月－1995年7月）
- 孫台華（1990年8月－1991年7月）
- 劉瑞瓊（1995年7月－2006年2月）
- 朱南子（2006年2月－2017年2月）
- 劉瑞瓊（2017年2月－2022年7月）
- 劉美嘉（2022年8月－）

## 其他

### 校服
高中部與國中部制服差別僅於裙子，高中部為暗紅色，而國中部為淺藍色。

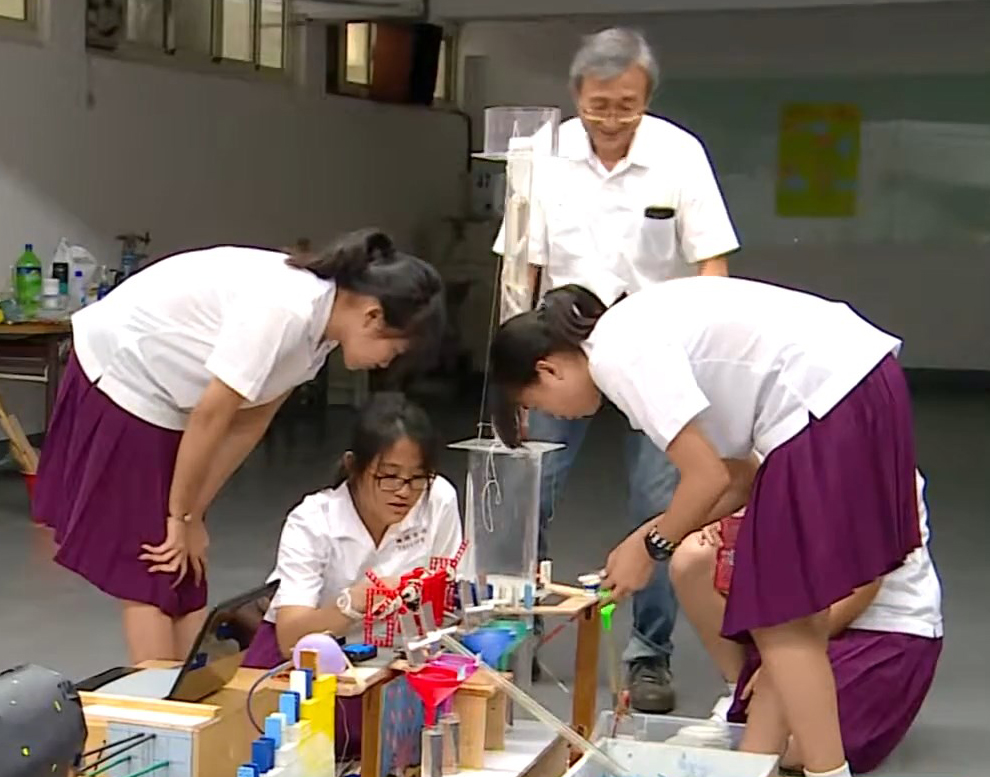
高中部夏季制服
國中部夏季制服
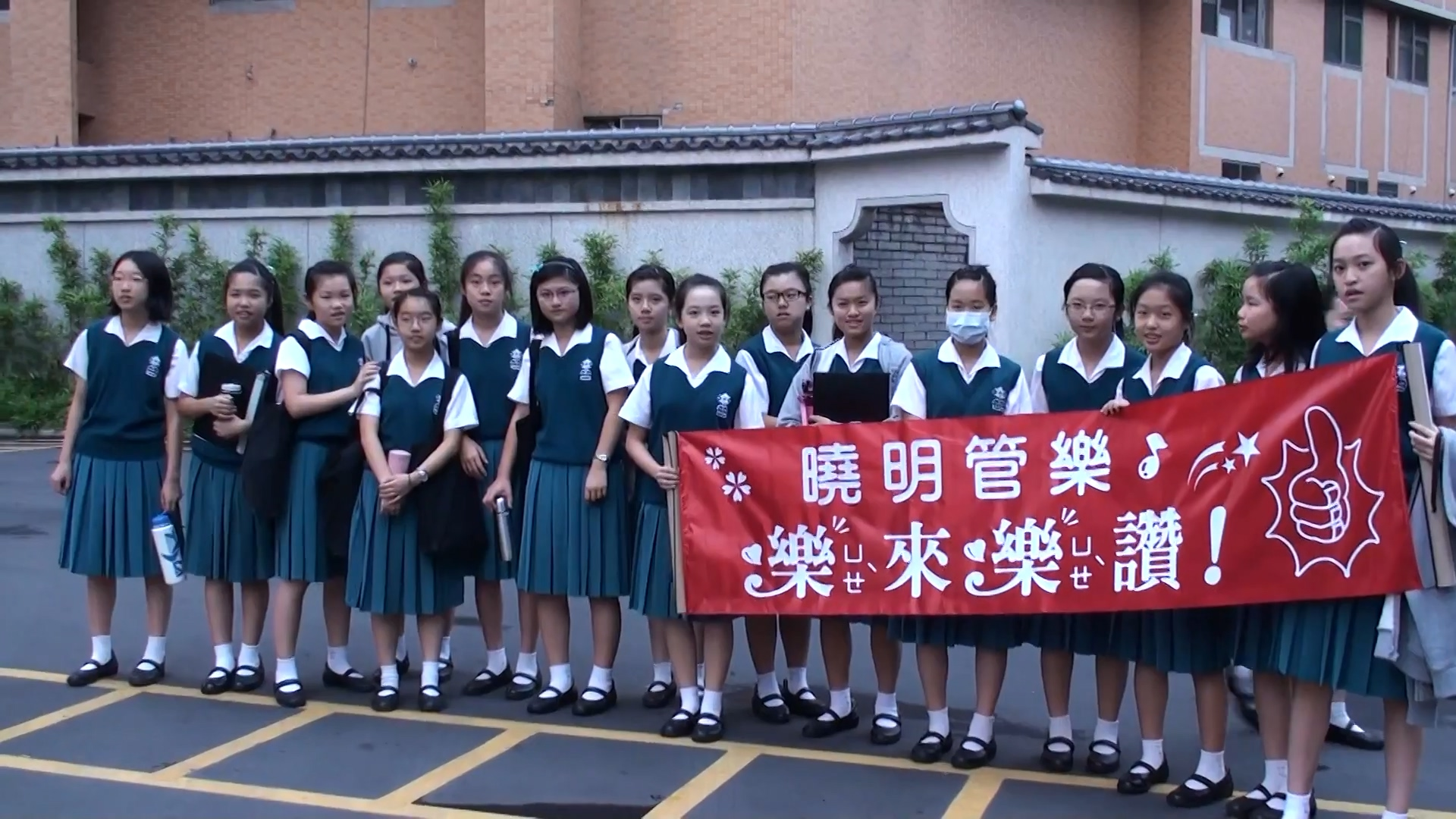
國中部制服(搭配背心)

## 外部連結
- 曉明女中 （页面存档备份，存于）
- 財團法人曉明文教基金會 （页面存档备份，存于）

24°10′06″N 120°40′27″E / 24.168291°N 120.674094°E